# Ловец (Псковская область)
Ловец — деревня в Невельском районе Псковской области России. Входит в состав Плисской волости.

## География
Расположена в 3 км к востоку от озера Ловец, в 21 км к западу от райцентра, города Невель.

## Население
| 2001 | 2002 | 2010 |
| ---- | ---- | ---- |
| 117  | ↘102 | ↘66  |

Численность населения деревни по оценке на начало 2001 года составляла 117 человек.

## История
С января 1995 до декабря 2005 года деревня входила в состав ныне упразднённой Ловецкой волости в качестве её административного центра.